# Det er så yndigt at følges ad (film)
Denne side handler om filmen. For salmen, se Det er så yndigt at følges ad.
 For alternative betydninger, se Det er så yndigt at følges ad (flertydig). (Se også artikler, som begynder med Det er så yndigt at følges ad)
Det er så yndigt at følges ad er en dansk film fra 1954 instrueret af Torben Anton Svendsen efter manuskript af Leck Fischer. En optimistisk komedie om ung kærlighed.

## Handling
Hvem bestemmer, hvor skabet skal stå i et ægteskab? Filmen begynder med tre muntre flyttemænds, Karl, Fredrik og Lasses kvaler med et pompøst skab, fordi en bogholder og hans kone ikke kan blive enige om, hvor det skal stå. Naturligvis bliver de omsider enige. Fru bogholder er nemlig den, der bestemmer. Da de tre staldbrødre kører flyttebilen væk, kører de en ung pige ned. Hun hedder Lone og er netop datter af den bogholder, de flyttede for, og hun kommer på hospitalet med et brækket ben. Kærligheden har dog også meldt sig på banen.

## Medvirkende
Blandt de medvirkende kan nævnes:
- Ulla Lock
- Frits Helmuth
- Karin Nellemose
- Angelo Bruun
- Inger Lassen
- Karl Stegger
- Ove Sprogøe
- Poul Bundgaard
- Keld Markuslund
- Lilli Holmer
- Gabriel Axel
- Børge Møller Grimstrup
- Axel Strøbye